# Orphinus nesioticus
Orphinus nesioticus is een keversoort uit de familie spektorren (Dermestidae). De wetenschappelijke naam van de soort werd in 1961 gepubliceerd door Beal.